# Bamberg, Staatsbibliothek, Msc.Class.35a
Bamberg, Staatsbibliothek, Msc.Class.35a ist die Signatur einer Reihe von Fragmenten eines spätantiken Kodex, der einen Teil des Werkes Ab urbe condita des römischen Historikers Livius enthielt. Die Handschrift wurde im 5. Jahrhundert in Italien geschrieben und von Heinrich II. nach Bamberg gebracht, wo sie bis zur Säkularisation Teil der dortigen Dombibliothek war. Heute wird sie als Teil der Kaiser-Heinrich-Bibliothek in der Staatsbibliothek Bamberg verwahrt.

## Beschreibung
Die ursprüngliche Handschrift war ein Kodex aus Pergament-Blättern, die 29 auf 25 cm groß waren und den Text in drei Spalten mit 35 Zeilen enthielten. Die Schrift ist eine spätantike Unziale. Über eventuellen Buchschmuck sind keine Aussagen möglich.
Die Handschrift wurde im späteren Mittelalter makuliert, um in Streifen geschnitten als Einbandmaterial und zur Reparatur schadhafter Blätter anderer Kodices zu dienen. Unabhängig davon ist das sehr dünne Pergament an vielen Stellen löchrig.
Msc.Patr.35a umfasst Fragmente von vier verschiedenen Blättern.

## Herkunft und Besitzgeschichte
Die Handschrift stammt aus Italien und wurde im letzten Viertel des 5. Jahrhunderts geschrieben. Die Provenienzgeschichte ist bis zum späten 10. Jahrhundert unbekannt. Msc.Class.35 gehörte zu den Handschriften, die für Otto III. in Piacenza bereitlagen und nach dessen Tod in den Besitz von Heinrich II. gelangten (daher auch die Bezeichnung als Fragmenta Placentina). Heinrich schenkte sie der Kathedralkirche des von ihm 1007 gegründeten Bistums Bamberg. Seit ihrer Gründung sind sie Besitz der dortigen Staatsbibliothek.

## Inhalt
Die Handschrift, deren Fragmente heute die Signatur Msc.Class.35a tragen, war eine Abschrift der ‚Vierten Dekade‘ des Livius, das heißt, für die Bücher 31–40 seines umfangreichen Geschichtswerks De urbe condita. In der Livius-Forschung werden sie als Fragmenta Placentina (oder Bambergensia) oder mit der Sigle F bezeichnet, in der Paläographie nach ihrer Nummer im Codices latini antiquiores-Katalog oft als „CLA VIII 1028“.
Fragmente dreier Blätter wurden 1904 von Hans Fischer im Einband der Handschrift Msc.Theol.99 entdeckt, abgelöst und an Ludwig Traube übermittelt, der sie als wichtige Livius-Überlieferung erkannte. 1907 wurden zwei Teile eines weiteren Blatts der gleichen Handschrift in einer anderen Handschrift (Msc.Bibl.44) gefunden und abgelöst. Fischer vergab für diese vier Funde die neue Signatur Msc.Class.35a, unter der sie bis heute aufbewahrt werden. Außerdem fand er Tintenabdrücke im Kodex Msc.Patr.4, die ebenfalls von der gleichen in Unzialen geschriebenen Livius-Handschrift stammten. Im Jahr 2000 schließlich identifizierte Matthias Tischler weitere Fragmente der gleichen Handschrift im Einband von Msc.Bibl.18; diese Fragmente wurden nicht abgelöst.
Msc.Patr.35a enthält: a) Liv. XXXIII, 34,9 – 36,5; XXXIII, 36,5 – 37,6. b) XXXV, 5,10 – 6,1; XXXV, 8,4 – 8,9. c) XXXIX, 36,4 – 36,16; XXXIX, 37,1 – 37,15. d) XXXIV, 29,11 – 29,14; XXXIV, 31,19 – 32,2.
Die heute nur noch fragmentarisch erhaltene Handschrift wurde im 11. Jahrhundert in Bamberg abgeschrieben. Diese Abschrift der vierten Dekade wurde mit einer etwas älteren Abschrift der dritten Dekade zu einem Kodex zusammengebunden (Msc.Class.35). Ein Vergleich zwischen den erhaltenen Fragmenten der Unzial-Handschrift des 5. Jahrhunderts und ihrer hochmittelalterlichen Abschrift belegt, dass Letztere den Text sehr zuverlässig bewahrt. Die verlorene Livius-Handschrift, die sich im 16. Jahrhundert noch in der Dombibliothek Speyer befand und die zahlreichen jüngeren italienischen Handschriften von Ab urbe condita hängen ebenfalls direkt oder indirekt von der vollständigen Fassung von Msc.Patr.35a ab. Die einzigen Textzeugen der vierten Dekade, die nicht von dieser Bamberger Überlieferung abhängen, sind der verlorene Kodex aus Mainz (Sigle Mg), die beiden darauf basierenden Drucke des 16. Jahrhunderts sowie ein stark beschädigtes Fragment einer Handschrift des 4. oder 5. Jahrhunderts (Sigle R).
Dieser Bamberger Überlieferungszweig umfasst damit die mit Abstand wichtigsten Textzeugen für die vierte Dekade des Livius, da sie sehr viel umfangreicher sind als die anderen Textzeugen und zudem sehr alt sind. Der überwiegende Teil des Textes der vierten Dekade ist nur in dieser Bamberger Überlieferung erhalten.

## Edition
- Ludwig Traube: Bamberger Fragmente der vierten Dekade des Livius: Anonymus Cortesianus, München 1904, S. 31–44; Digitalisat. (Editio princeps.)